# Make a secret
〈make a secret〉은 대한민국의 가수 보아가 일본에서 발매한 16번째 싱글이다. 
오리콘 주간 싱글 차트 1위를 차지한 전작 〈DO THE MOTION〉에 이어 발매된 〈make a secret〉은 보아가 이제까지 보여주었던 파워풀한 음악 스타일에서 벗어나 절제되고 세련된 안무가 돋보이는 색다른 분위기의 곡이다. 이 곡은 일본의 화장품 KOSE FASIO의 광고 음악으로 사용되었다.
이 곡의 뮤직 비디오는 "SECRET"이라 적힌 문이 닫히는 것으로 시작된다. 검은 벽으로 둘러싸인 통로에서 중절모를 쓰고 댄서들과 춤을 추는 장면, 수십 개의 탄력 있는 기둥이 달린 검은 방에서 춤을 추는 장면, 배경이 온통 빨간 방에서 사진을 찍는 장면 등으로 구성되어 있다.
커플링 곡인 〈LONG TIME NO SEE〉는 보아가 직접 작사에 참여했다. 오랫동안 떨어져 있었던 연인이 다시 만나 2번째 이야기를 시작하자는 내용의 가사이다.
2005년 12월 15일에는 보아의 싱글들 중 최초로 한국에 라이선스 발매되었고, 이 싱글에 수록된 두 곡 모두 2006년 2월 15일 발매된 4번째 정규 앨범 《OUTGROW》에 수록되었다.

## 방송 출연 목록
| make a secret   |                                |                                              |
| 2005년 8월 24일 | NTV 민나노테레비               |                                              |
| 2005년 9월 2일  | 아사히TV Music Station         |                                              |
| 2005년 9월 3일  | CX MUSIC FAIR 21               | 키미노토나리데, Do the motion, make a secret |
| 2005년 9월 3일  | M-ON M-ON! Make On The Holiday |                                              |
| 2005년 9월 8일  | TBS 우타방                     |                                              |
| 2005년 9월 9일  | NHK POPJAM                     |                                              |

## 트랙리스트
CD
1. make a secret
2. LONG TIME NO SEE
3. make a secret (TV Mix)
4. LONG TIME NO SEE (TV Mix)

## 차트 기록
오리콘 싱글 차트
| 차트                  | 최고 순위 | 총 판매량 | 차트 진입 횟수 |
| --------------------- | --------- | --------- | -------------- |
| 오리콘 일간 싱글 차트 | 4위       |           |                |
| 오리콘 주간 싱글 차트 | 5위       | 54,453장  | 6회            |
| 오리콘 연간 싱글 차트 | 171위     |           |                |